# Chojno (jezioro w Kotlinie Gorzowskiej)
Chojno – jezioro rynnowe w woj. wielkopolskim, w powiecie szamotulskim, w gminie Wronki, leżące na terenie Kotliny Gorzowskiej, w Puszczy Noteckiej.

## Dane morfometryczne
Powierzchnia zwierciadła wody według różnych źródeł wynosi od 43,5 ha przez 47,89 ha (lustra wody) lub 50,10 ha (ogólna) do 56,2 ha.
Zwierciadło wody położone jest na wysokości 43,7 m n.p.m. Średnia głębokość jeziora wynosi 3,5 m, natomiast głębokość maksymalna 10,1 m.

## Hydronimia
Według spisu opracowanego przez Komisję Nazw Miejscowości i Obiektów Fizjograficznych (KNMiOF) nazwa tego jeziora to Chojno. W różnych publikacjach i na mapach topograficznych jezioro to występuje pod nazwą Chojneńskie lub Pustelnia bądź na Pustelni.
Dane z państwowego rejestru nazw geograficznych podają oboczną nazwę tego jeziora: Jezioro Chojeńskie.